# Ilnoer Zakarin
Ilnoer Azatovitsj Zakarin (Russisch: Ильнур Азатович Закарин; Naberezjnye Tsjelny, 15 september 1989) is een Tataarse voormalig wielrenner uit Rusland.

## Carrière
In 2007 werd Zakarin Europees kampioen tijdrijden bij de Junioren. Van 2009 tot en met 2011 zat hij een dopingschorsing uit. Hij hervatte zijn carrière bij de opleidingsploeg van Katjoesja waarna hij in 2013 de overstap maakte naar het procontinentale RusVelo. In zijn debuutjaar bij de profs werd Zakarin meteen Russisch kampioen tijdrijden. Een jaar later won hij de Ronde van Azerbeidzjan. In 2015 verhuisde hij naar Katjoesja waar hij zich liet opmerken met enkele toptien-noteringen in de Ronde van het Baskenland, eindwinst in de Ronde van Romandië en een etappeoverwinning in de Ronde van Italië. De kracht van Zakarin ligt in het klimmen. Echter zo sterk hij is als klimmer, zo slecht is hij als daler. Dit heeft hem waarschijnlijk meerdere overwinningen gekost, waaronder de achtste etappe in de Ronde van Frankrijk van 2020.
In begin juni 2022 kondigde hij zijn afscheid aan als wielrenner.

## Palmares

### Overwinningen
2007
 Europees kampioen tijdrijden, Junioren
2012
Grote Prijs van Donetsk
2e en 4e etappe Grote Prijs van Adygea
Eindklassement Grote Prijs van Adygea
5e etappe Girobio
4e etappe deel B Ronde van de Elzas
2013
1e etappe Grote Prijs van Adygea
 Russisch kampioen tijdrijden, Elite
2014
Eindklassement Grote Prijs van Sotsji
1e etappe Grote Prijs van Adygea
Eindklassement Grote Prijs van Adygea
Eindklassement Ronde van Azerbeidzjan
2015
Eindklassement Ronde van Romandië
11e etappe Ronde van Italië
2016
6e etappe Parijs-Nice
17e etappe Ronde van Frankrijk
2017
 Russisch kampioen tijdrijden, Elite
2019
13e etappe Ronde van Italië

### Resultaten in voornaamste wedstrijden
| Jaar | Ronde van Italië | Ronde van Frankrijk | Ronde van Spanje |
| ---- | ---------------- | ------------------- | ---------------- |
| 2014 |                  |                     |                  |
| 2015 | 44e (1)          |                     |                  |
| 2016 | opgave           | 25e (1)             |                  |
| 2017 | 5e               |                     | ↑                |
| 2018 |                  | 9e                  | 20e              |
| 2019 | 10e (1)          | 51e                 |                  |
| 2020 | 22e              | opgave              |                  |
| 2021 |                  |                     |                  |

| Jaar | Luik-Bast.‑Luik | Ronde van Lombardije | Clásica San Sebastián | Waalse Pijl |  | WK op de weg |  | Wereldranglijsten |
| ---- | --------------- | -------------------- | --------------------- | ----------- |  | ------------ |  | ----------------- |
| 2014 |                 |                      |                       |             |  | 75e          |  |                   |
| 2015 |                 | opgave               |                       |             |  | 62e          |  | 27e (UWT)         |
| 2016 | 5e              |                      | 55e                   |             |  |              |  | 13e (UWT)         |
| 2017 |                 |                      |                       |             |  | 23e          |  | 15e (UWT)         |
| 2018 | 45e             | opgave               | 37e                   | 18e         |  | 57e          |  | 79e (UWT)         |
| 2019 | 22e             | opgave               | opgave                |             |  |              |  | 141e (UWR)        |
| 2020 |                 |                      |                       |             |  |              |  |                   |
| 2021 | 53e             |                      |                       |             |  |              |  |                   |

### Resultaten in kleinere rondes
| Jaar | Parijs-Nice | Ronde van Catalonië | Ronde van het Baskenland | Ronde van Romandië | Critérium du Dauphiné | Ronde van Polen |
| ---- | ----------- | ------------------- | ------------------------ | ------------------ | --------------------- | --------------- |
| 2014 |             |                     |                          |                    |                       | 21e             |
| 2015 |             |                     | 9e                       | ↑                  |                       | 4e              |
| 2016 | 4e (1)      | 7e                  |                          | 4e                 |                       |                 |
| 2017 | 6e          | opgave              |                          | 15e                |                       | 11e             |
| 2018 | 16e         |                     | 21e                      |                    | 10e                   |                 |
| 2019 | 10e         | 17e                 |                          | 8e                 |                       |                 |
| 2020 |             |                     |                          |                    |                       | 32e             |

(*) tussen haakjes aantal individuele etappe-overwinningen

## Ploegen
- 2012 –  Itera-Katjoesja
- 2012 –  Katjoesja Team (stagiair vanaf 1-8)
- 2013 –  RusVelo
- 2014 –  RusVelo
- 2015 –  Team Katjoesja
- 2016 –  Team Katjoesja
- 2017 –  Team Katjoesja Alpecin
- 2018 –  Team Katjoesja Alpecin
- 2019 –  Team Katjoesja Alpecin
- 2020 –  CCC Team
- 2021 –  Gazprom-RusVelo
- 2022 –  Gazprom-RusVelo

Belkov · 
Broett · 
Caruso ·
Florencio ·
Freire ·
Galimzjanov (tot 15/04) ·
Goesev ·
Haller ·
Horrach · 
Ignatenko · 
Ignatjev · 
Isajtsjev ·
Koetsjynski ·
Kolobnev ·
Kristoff ·
Kritski ·
Losada · 
Mensjov ·
Moreno ·   
Paolini · 
Porsev ·  
Rodríguez · 
Selig ·
Smukulis · 
Špilak · 
Tsatevitsj · 
Trofimov ·
Vantomme ·
Vicioso · 
Vorganov ·
Koeznetsov (stagiair) ·
Vorobjov (stagiair) ·
Zakarin (stagiair)
Bojev · Firsanov · Klimov · Jersjov · Kotsjetkov · I. Kovaljov · J. Kovaljov · Krasnov · Majkin · Manakov · Mironov · Ovetsjkin · Pomosjnikov · Rybakov · Savitski · Serov · Solomennikov · Tatarinov · Zakarin
Balykin · Bojev · Firsanov · Jersjov · Klimov · Krasnov · Kritski · Lagoetin · Majkin · Ovetsjkin · Pomosjnikov · Pozdnjakov · Serov · Solomennikov · Tatarinov · Zakarin
Belkov · Bystrøm · Caruso · Guarnieri · Haller · Isajtsjev · Koeznetsov · Kolobnev · Kotsjetkov · Kozontsjoek · Kristoff · Lagoetin · Losada · Machado · Moreno · Paolini · Porsev · Rodríguez · Selig · Silin · Smukulis ·  Špilak · Trofimov · Tsatevitsj · Tsjernetski · Vicioso · Vorganov · Vorobjov · Zakarin · Politt (stagiair) · Restrepo (stagiair)
Belkov · Bystrøm · Guarnieri · Haller · Isajtsjev · Koeznetsov · Kotsjetkov · Kozontsjoek · Kristoff · Lagoetin · Losada · Machado · Mamykin · Mørkøv · Politt · Porsev · Restrepo · Rodríguez · Silin · Špilak · Taaramäe · Tsatevitsj · Tsjernetski · Van den Broeck · Vicioso · Vorganov · Vorobjov · Zakarin · Maes (stagiair)
Belkov · Biermans · Bystrøm · Gonçalves · Haller · Hollenstein · Kišerlovski · Koeznetsov · Kotsjetkov · Kristoff  · Lammertink · Losada · Machado · Mamykin · Martin   · Mathis · Mørkøv · Planckaert · Politt · Restrepo · Špilak · Taaramäe · Vicioso · Würtz Schmidt · Zabel · Zakarin · Havik (stagiair)
Belkov · Biermans · Boswell · Cras · Dowsett · Fabbro · Gonçalves · Haas · Haller · Hollenstein · Kittel · Kišerlovski · Koeznetsov · Kotsjetkov · Lammertink · Machado · Martin · Mathis · Planckaert · Politt · Restrepo · Smit · Špilak · Würtz Schmidt · Zabel · Zakarin
Battaglin · Biermans · Boswell · Cras · Debusschere · Dowsett · Fabbro · Gonçalves · Guerreiro · Haas · Haller · Hollenstein · Kittel · Koeznetsov · Kotsjetkov · Navarro · Politt · Smit · Špilak · Strachov · Tanfield · Würtz Schmidt · Zabel · Zakarin
Barta · Bevin · Černý · De la Parte · De Marchi · Geschke · Gradek · Hirt · Koch · Kotsjetkov · Mareczko · Masnada · Małecki · Paluta · Pauwels · Rosskopf · Sajnok · Schär · Trentin · Valter · Van Avermaet  · Van Hoecke · Van Hooydonck · Van Keirsbulck · Ventoso · Wiśniowski · Zakarin · Zimmermann
Bojev · Canola · D. Cima · I. Cima · Kotsjetkov · Kreuziger · Koezmin · Koeznetsov · Nekrasov · Nytsj · Rikoenov · Rovny · Scaroni · Sjaloenov · Strachov · Tsjerkasov · Tsjernetski · Vacek · Velasco · Zakarin · Dversnes (stagiair) · Lucca (stagiair) · Lunder (stagiair)
Canola · Carboni · Conci · Díaz · Fedeli · Kotsjetkov · Kukrle · Lunder · Malucelli · Nekrasov · Nytsj · Piccolo · Rikoenov · Rivera · Rovny · Scaroni · Strachov · Tsjerkasov · Tsjernetski · Vacek · Zakarin